# Ху Ним
Ху Ним (более точно Ху Ным, кхмер. ហ៊ូនឹម [huː nɨm]; прозв. Пхоас или Пхоах; 25 июля 1932, Кампонгтям, Французский Индокитай — 6 июля 1977, Туольсленг, Пномпень, ДК) — камбоджийский политик и государственный деятель китайско-кхмерского происхождения. Родился в бедной крестьянской семье, однако впоследствии весьма положительно проявил себя в учёбе и в возрасте 26 лет занял пост начальника казначейства. Во время правления принца Нородома Сианука входил в основанную Сисоватом Ютевонгом Демократическую партию и был начальником таможни, в 1958 году был избран в парламент.
В рамках подготовки парламентских выборов 1958 года и в целях контроля за правым крылом своей партии Сангкум, принц Сианук выбрал Ху Нима и ещё четверых крайне левых представителей в качестве кандидатов в парламент. После избрания они занимали министерские посты в правительстве Сианука в течение следующих нескольких лет.
В 1967 году Ху Ним присоединился к силам сопротивления. После того, как Сианук был отстранён от власти и организовал в Пекине Королевское правительство Национального единства Кампучии (КПНЕК), Ху Ним занял пост министра информации и пропаганды. Эту должность он впоследствии занимал в Демократической Кампучии во время полпотовского режима «красных кхмеров», пришедших к власти после свержения правительства Лон Нола в апреле 1975 года. К тому времени Ху Ним, имевший репутацию одного из самых независимо мыслящих членов «красных кхмеров», являлся членом ЦК Коммунистической партии Кампучии, однако в 1977 году был исключён из её рядов, подвергнут пыткам и казнён в тюрьме Туольсленг (S-21).